# Usedlost čp. 15 (Kouty)
Usedlost čp. 15 je venkovský dům stojící u zvonice na návsi v Koutech v okrese Nymburk. Jeho zděná brána byla 31. prosince 1967 zapsána na seznam kulturních památek.

## Historie a popis
Venkovská usedlost pochází z 1. poloviny 19. století. Skládá se z obytného stavení a zemědělských přístaveb, které se však nedochovaly do přítomnosti. Z historického objektu je zachován vjezd, řešený segmentově klenutou branou z cihel, jenž má po levé straně menší vstupní branku. Vjezdová vrata jsou dřevěná a dvoukřídlá; v horní části s mezerovitě kladenými latěmi. Brána je krytá prejzy a je vyvedena v ušlechtilém barokizujícím tvarosloví s plastickým dekorem ve formě pilastrů a četných říms. Nad horizontální římsou se vypíná esovitě prohnutý štít, jenž je v jeho středu vyvýšený. Po krajích štítu se nacházejí sloupy s čučky a před nimi patníky z mlýnských kamenů.
Římsa brány byla v průběhu let osekána a zjednodušena její štuková výzdoba. Fasáda byla natřena okrovou barvou.

## Památková ochrana
Předmětem památkové ochrany je od roku 1967 brána s brankou náležící k usedlosti. Roku 1982 byla podána žádost sejmutí památkové ochrany, jenž o dva roky později dostala od Státního ústavu památkové péče negativní stanovisko. Argumentem byla zachovalost brány v kontextu původní zástavby obce.